# Dai Jones (rugby à XV, 1916)
Pour les articles homonymes, voir Dai Jones et Jones.
Pas d'image ? Cliquez ici

a Compétitions nationales et continentales officielles uniquement.

b Matchs officiels uniquement.
David Charles Jenkin Jones dit Dai Jones, né le 30 avril 1916 à Morriston et mort le 20 février 2000 à Swansea, est un joueur gallois de rugby à XV ayant joué au poste de pilier avec l'équipe du pays de Galles et avec Swansea RFC.

## Biographie
Dai Jones joue 144 matchs avec le club du Swansea RFC 1945-1946 à 1951-1952, inscrivant 5 essais. Il connaît sa première sélection internationale avec l'équipe du pays de Galles le 18 janvier 1947 contre l'équipe d'Angleterre.

## Palmarès
- Vainqueur du Tournoi en 1947 (ex æquo avec l’Angleterre ; 1er tournoi après-guerre)

## Statistiques en équipe nationale
- 7 sélections
- Sélections par année : 3 en 1947, 4 en 1949
- Participation à deux éditions du Tournoi des Cinq Nations